# Arnold Burmeister
Arnold Burmeister (Nordborg, 1899. február 28. – Stühlingen, 1988. július 2.) német katona. Az első és a második világháborúban is szolgált, utóbbiban altábornagyként. 1945-ben fogták el a brit csapatok, 1947-ben szabadult. Később a határőrségben dolgozott.